# Ospedale San Donato
L'ospedale San Donato è la struttura ospedaliera della città di Arezzo, capoluogo dell'omonima provincia in Toscana.
Situato in via Pietro Nenni, nel quartiere San Donato, vi ha sede il Polo universitario Aretino dell'Università degli Studi di Siena.

## Storia
Inaugurato tra 1992 ed il 2003, dopo le ristrutturazioni che hanno coinvolto le ASL, è stato diretto dall'Azienda AUSL 8 Arezzo dal 1996 al 2015. A decorrere dal 1º gennaio 2016 la direzione passa all'Azienda USL Toscana Sud-Est.
Verso la fine del 2009 sono iniziati i lavori per la ristrutturazione del pronto soccorso, convertito poi in Dipartimento d'emergenza e accettazione nel 2012.
L'indagine Agenas pubblicata ad Agosto 2013 rileva come l'ospedale San Donato di Arezzo sia uno dei migliori centri italiani per la chirurgia ed il secondo centro in Europa per numero di interventi con tecniche avanzate (robotica); nell'anno 2013 le équipe mediche della chirurgia hanno effettuato 12.153 interventi.
L'ospedale è stato premiato dalla fondazione Fondazione Onda, per la qualità ed appropriatezza dell'attività dedicata alle patologie femminili, con 2 Bollini Rosa per il biennio 2012/2013, mentre per il biennio 2014/2015 e 2016/2017 è stato certificato con 3 Bollini Rosa.

## Struttura
La struttura ha una forma semi-circolare composta da due anelli, uno interno più piccolo a 2 piani che comprende il nuovo Dipartimento d'emergenza e accettazione e le 13 sale operatorie e uno esterno più grande a 5 piani che comprende tutte le altre Unità Operative.
La capienza totale è di 510 posti letto e vi lavorano circa 4000 persone.
La struttura sta subendo un processo di ristrutturazione graduale, rinnovando gli arredi e le tecnologie.
All'esterno della struttura è presente un'elisuperficie illuminata per l'elisoccorso, direttamente collegata con i locali della nuova struttura di Terapia intensiva e rianimazione e del DEA, inaugurata nel giugno 2009.
L'ospedale è diviso in diversi settori (scale):
- scala 1
- scala 2
- scala 3
- scala 4
- scala 5
- centro C.A.L.C.I.T.
- centrale operativa 118

## Dipartimenti e Unità Operative

### Strutture organizzative di presidio/stabilimento
- Direzione Medica di Presidio
  - Gestione Operativa dei processi di ricovero e dimissione
- Assistenza infermieristica di presidio
  - Blocco Operatorio
- Centro unico di prenotazione chirurgica e per l'accesso ai servizi diagnostici a carattere interdipartimentale
- Ecomanagement
- Farmacia Ospedaliera
- Fisica Sanitaria
- Igiene delle Strutture sanitarie aziendali
- Psicologia in ambito ospedaliero
- Recupero e rieducazione funzionale a carattere aziendale
- Rete aziendale donazione e trapianti
- Ufficio Supporto Amministrativo di Presidio

### Dipartimento Diagnostica per Immagini e Patologia Clinica - Area Funzionale Diagnostica per Immagini
- Analisi chimico cliniche
  - Chimica clinica e Core Lab
  - Immunologia e Sierologia
- Anatomia Patologica
  - Citogenetica
- Diagnostica per Immagini
- Diagnostica Pesante
- Gestione Percorso Screening Mammografico
- Medicina Nucleare
- Radiodiagnostica
  - Diagnostica senologica
  - Ecografia Diagnostica
  - Diagnostica d'Urgenza

### Dipartimento Diagnostica per Immagini e Patologia Clinica - Area Funzionale Patologia Clinica
- Diagnostica di Laboratorio
- Microbiologia
- Tossicologia

### Dipartimento Area Critica
- Anestesia e Rianimazione
  - Rianimazione
- Assistenza Infermieristica Area Critica
- Medicina Perioperatoria
- Terapia Antalgica

### Dipartimento Cardiovascolare e Neurologico - Area Funzionale Neurologica
- Assistenza a bassa intensità di cura cardiovascolare e Neurologico
- Neurofisiopatologia Infantile
- Neurologia
  - Stroke Unit

### Dipartimento Medicina e Chirurgia Generale - Area Funzionale di Chirurgia Generale
- Chirurgia Generale
  - Chirurgia d'Urgenza
  - Chirurgia Robotica Multiprofessionale
- Chirurgia Pediatrica
- Day Surgery
- Endoscopia Digestiva Interventistica

### Dipartimento Medicina e Chirurgia Generale - Area Funzionale di Medicina Generale
- Medicina Interna
  - Paziente Geriatrico post acuto / low care

### Dipartimento di Chirurgia Specialistica e Medicina ad Indirizzo Geriatrico
- Assistenza a bassa intensità di cura Chirurgia Specialistica e Medicina ad indirizzo Geriatrico
- Dermatologia
- Geriatria
- Oculistica
- Ortogeriatria
- Ortopedia e Traumatologia
- Otorinolaringoiatria
  - Odontoiatria ospedaliera
- Urodinamica
- Urologia

### Dipartimento Materno Infantile
- Assistenza a bassa intensità di cura Materno Infantile
- Neonatologia
- Ostetricia e Ginecologia
- Patologia del Pavimento Pelvico
- Pediatria
- Terapia Intensiva Neonatale TIN

### Dipartimento Medicina Specialistica
- Assistenza a bassa intensità di cura Medicina Specialistica
- Pneumologia ed UTIP
  - UTIP (Unità di Terapia Intensiva Pneumologica)

### Dipartimento Emergenza Urgenza
- Assistenza Infermieristica Emergenza e Urgenza
- Centrale Operativa 118 ed Emergenza Territoriale
- Medicina e Chirurgia d'accettazione e d'urgenza
  - Pronto Soccorso

### Dipartimento Cardiovascolare e Neurologico - Area Funzionale Cardiovascolare
- Cardiologia
  - UTIC Unità di Terapia Intensiva Cardiologica
- Chirurgia Vascolare
- Diabetologia Aziendale
- Diagnostica Vascolare
- Interventistica Cardiovascolare

### Dipartimento Medicina Specialistica
- Ecografia interventistica e non
- Ematologia
- Endocrinologia
- Gastroenterologia ed Endoscopia Digestiva
- Malattie Infettive
  - H.I.V. - A.I.D.S.
- Medicina Trasfusionale
- Nefrologia e Dialisi
  - Emodialisi
- Reumatologia

### Dipartimento Oncologico
- Oncologia
- Radioterapia